# Mustafa Arapi
Mustafa Arapi (ur. 23 lipca 1950 w Tiranie) – albański malarz, rysownik, konserwator i historyk.

## Życiorys
W 1979 roku ukończył studia na Akademii Sztuk Pięknych w Tiranie. W latach 1985–1991 był profesorem tej uczelni.
Pracował jako konserwator fresków ze sztuki bizantyńskiej położonych na terenie Albanii, również w latach 80. odkrył ikony pochodzące z XVII i XVIII wieku.

## Prace naukowe[2]
- Restoration of Baldachin (1984)
- Problems of the restoration of some icons (1988)
- Some valves gained from the restoration of an Onufri piece (1990)
- Treasure of Albanian Art (1993)
- A revealed massage (1995)
- It doesn't mean that everyone has to enter on our national cultural pantheon (1995)
- Albanian schools of icons (1996)
- Dormicion (1996)
- Analysis of two icons of iconographer David Selenica (1998)
- New data on the iconography of the XVI-XVII century (1999)
- Preliminary data on the composition of pigments used in some icons by Albanian medieval painters (2000)
- Onufer Qiprioti, iconographer of the XVI-XVII century (2004)
- Nikolla - Onufri's son, and not Onufer Qiprioti's son (2005)
- The mural restoration of Onufer Qiprioti and Alivizi Foka of the Saint Mary church in the village Vrahogoranxi (2006)
- The rebirth of an old painting (2006)
- The new findings on artist in some icons (2007)
- Studing walling paintings in Berati Castle (Albania): Comparative examination of materials and techniques in XIV and XVI century churches (2008)
- Onufri and his mysteries (2009)